# Abée (moulin)
Pour les articles homonymes, voir Abée.
- Le terme abée désigne, en premier lieu, l'ouverture par laquelle s'écoule l'eau provenant d'un bief et, dans sa chute, entraîne le mouvement de la roue d'un moulin à eau. Lorsque le moulin est arrêté, cette ouverture est simplement fermée.

- Le terme abée désigne également, toujours dans le même domaine, selon le TLFi, le canal par lequel l'eau s'écoule lorsque le moulin ne tourne pas.

Le terme vient du vieux français abéer qui signifie ouvrir la bouche.

## Note
Gabriel Feydel (1744-1827), avocat et homme politique français, affirme, dans l'édition de 1807 de ses Remarques morales, philosophiques et grammaticales sur le Dictionnaire de l’Académie française (source), qu'abée serait un barbarisme, et que, selon lui, les meuniers, pour désigner l'ouverture d'écoulement de l'eau, n'auraient employé que le terme de bée (qui existe également en maçonnerie, pour désigner la « bée d'une porte » ou la « bée d'une fenêtre »).